# Карагандинский артезианский бассейн
Карагандинский артезианский бассейн находится в центральной части Казахского мелкосопочника. Регион занимает площадь 1200 км².
Гидрогеологическая структура бассейна включает в себя два синклинальных слоя и русло подземных вод. Котловина образована из известняка и песчаника времён девон-карбона. Подземные воды залегают в рыхлых юрских конгломератах и конгломерат-песчаниках мощностью до 500 м. Глубина залегания воды достигает 50—100 м. В периферийной части бассейна подземные воды вытекают на поверхность земли.
Выход скважин составляет 0,5—2 л/с, средняя минерализованность воды — 3 г/л. К центру мульды минерализация вод увеличивается до 20—25 г/л. Воды бассейна в основном гидрокарбонатные, натриево-кальциевые, а также сульфатно-натриевые и кальциевые. Восполнение запасов происходит за счёт атмосферных осадков, талых и паводковых вод.
Карагандинский артезианский бассейн используется для бытового и промышленного водоснабжения Карагандинского региона.